# Ahmed El-Ahmar

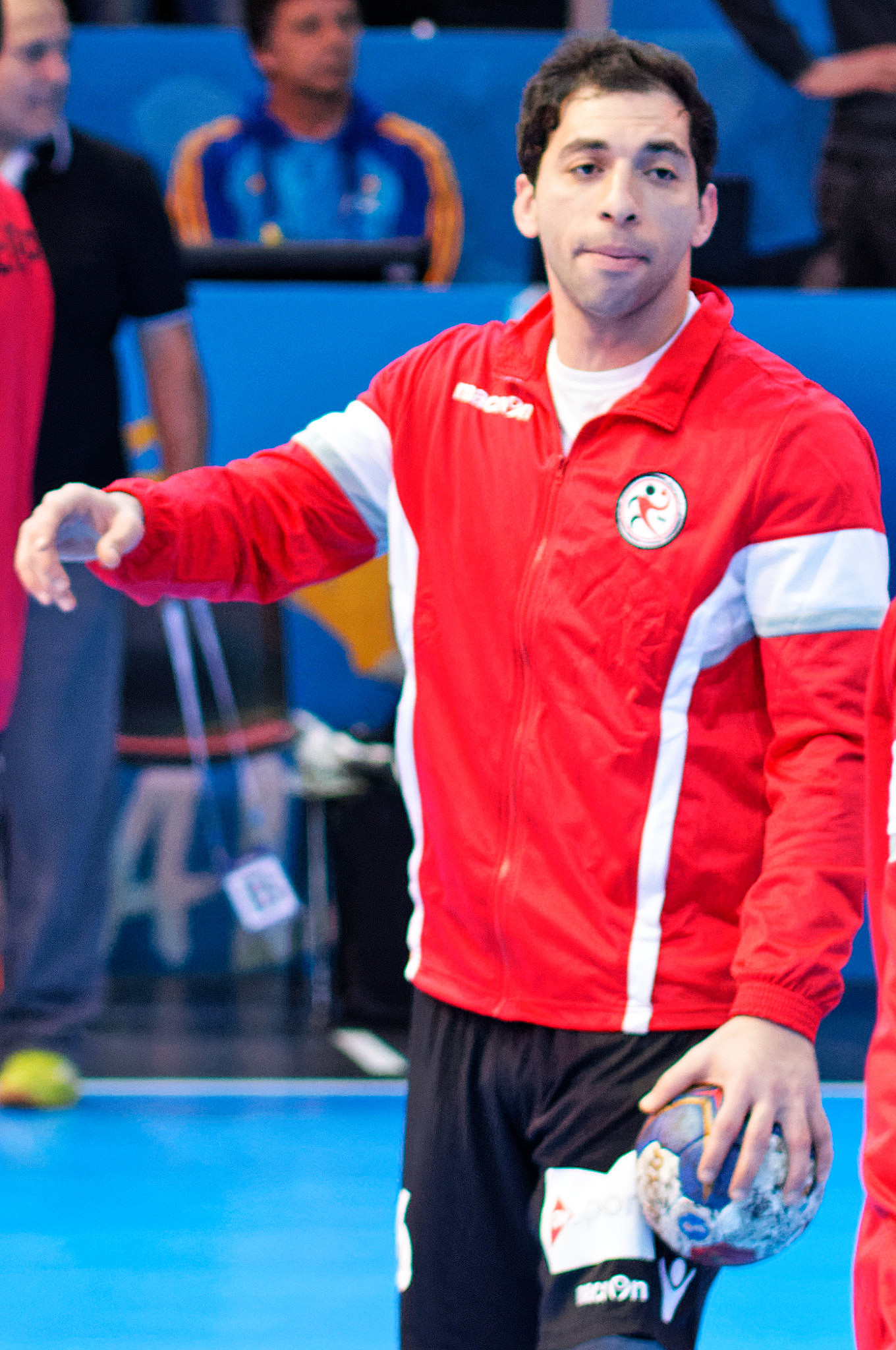
Ahmed El-Ahmar, 2017.

Ahmed Mostafa El-Ahmar (arabiska: أحمد مصطفى الأحمر), född 27 januari 1984 i Kairo, är en egyptisk handbollsspelare. Han är vänsterhänt och spelar i anfall som högernia.

## Klubbar
- Zamalek SC (–2012)
- Qatar Army (2012–2013)
- El Jaish SC (2013–2015)
- SG Flensburg-Handewitt (2015)
- Zamalek SC (2015–)